# Johann Conrad Gottfried Wildermett
Johann Conrad Gottfried Wildermett; auch Johann Conrad Gottfried Wildermeth (* 20. April 1677 in Pieterlen; † 14. März 1758 in Biel) war ein Schweizer evangelischer Geistlicher.

## Leben

### Familie
Johann Conrad Gottfried Wildermett war der Sohn von Hans Peter Wildermett (* 1641 in Biel; † 5. Juni 1690), Ratsmitglied, Säckelmeister und Schaffner der Abtei Bellelay und dessen Ehefrau Suzanne (geb. Beynon). Er war das sechste von zehn Kindern, zu denen unter anderem sein Bruder, der Politiker Jakob Wildermett (* 4. Februar 1672 in Biel; † 25. Mai 1741 ebenda) gehörte. Sein Grossvater war der Bieler Pfarrer Hans Heinrich Wildermett (1620–1689).
Seine Taufpaten waren der Bischof von Basel, Johann Konrad I. von Roggenbach und der Prior von Bellelay, Gottfried Vuillemin.
Seit 1714 war er mit Dorothea, Tochter von Johann Rudolf Fellenberg, Pfarrer in Sutz, verheiratet; gemeinsam hatten sie eine Tochter:
- Susanna Dorothea Wildermeth (* Juni 1717 in Biel; † 3. August 1742), verheiratet mit Samuel Scholl (* 1. Januar 1703 in Biel; † 30. Dezember 1774), Pfarrer in London, Feldprediger in französischen Diensten im Regiment Diesbach und später französischer Pfarrer in Biel,[4] gemeinsam hatten sie vier Kinder, die alle vor ihm verstarben.

### Ausbildung
Johann Conrad Gottfried Wildermett immatrikulierte sich an der Académie de Lausanne zu einem Theologiestudium, das er an der Universität Zürich fortsetzte; dort erfolgte auch 1697 seine Ordination.

### Berufliches Wirken
Johann Conrad Gottfried Wildermett wurde 1702 Pfarrer in Pieterlen, bevor er 1737 Dekan des Kapitels Erguel wurde; in dieser Zeit legte er in Pieterlen 1714 ein einfaches Waisen- und Krankenhaus an, und erstellte 1717 eine Schulordnung.
Von 1740 bis zum Herbst 1757 war er als Pfarrer in Biel tätig, bevor er auf eigenen Wunsch in den Ruhestand ging.
Er pflegte unter anderem eine Freundschaft mit Friedrich Osterwald.
Johann Conrad Gottfried Wildermett verfasste sowohl ein Liederbuch, als auch einen Biblischen Katechismus, der der erste seiner Art in der Schweiz war und in drei Auflagen erschien; beides erlangte überregionale Bedeutung. Seine Schrift Übersetzung der Psalmen nach Lobwasserschen Reimen, unter Beifügung von Festliedern diente der sprachlichen Verbesserung Ambrosius Lobwassers.

## Schriften (Auswahl)
- Heidelberger Katechismus, mit Randsragen und Zeugnissen.
- Biblischer Katechismus. Bern 1735.
- Übersetzung der Psalmen nach Lobwasserschen Reimen, unter Beifügung von Festliedern.
- Gesangbuch: Lehr-, Lob-, und Lebenslieder. Biel 1740.
- Revision der Bieler Agende, unter Beifügung selbstverfasster Festtagsgebete. 1751.
- Gründe für die Absönderung von der römischen Kirche und ihrem Gottesdienst, und Gründe wider die Absönderung von der reformierten Kirche und ihrem Gottesdienst. Biel 1758.
- Catechetische Einleitung zur grundlichen Erforschung der wahren seligmachenden Religion aus der Heiligen Schrifft. Biel 1772.